# 国鉄ホラ1形貨車
国鉄ホラ1形貨車（こくてつホラ1がたかしゃ）は、かつて日本国有鉄道（国鉄）に在籍したホッパ車である。

## 概要
本形式は、1960年（昭和35年）1月30日に、日本車輌製造にて18両（ホラ1 - ホラ18）が製造されたセメント専用の 17 t 積の私有貨車である。
私有貨車で「ホラ」（積載重量 17 t - 19 t のホッパ車）を名のる形式は本形式のみで、国鉄貨車を含めても他にホラ100形があるのみである。
所有者は麻生産業の1社のみであり、船尾駅を常備駅として北九州地区にて運用された。社名はその後麻生セメントに変わり、1967年（昭和42年）2月4日に名義変更された。
車体塗色は黒で、1968年（昭和43年）10月1日ダイヤ改正では高速化不適格車とされて、速度指定65 km/hの「ロ」車となり記号は「ロホラ」と標記され、識別のため黄色（黄1号）の帯を巻いた。
1974年（昭和49年）5月14日に、18両全車が三井鉱山へ名義変更された。
外観はセラ1形に屋根を取り付けたものであり、荷役方式は上入れ・底開き式下出しである。
全長は6,300 mm、全幅は2,557 mm、全高は3,210 mm、軸距は3,600 mm、実容積は14.2 m3、自重は9.7 tで、換算両数は積車2.6、空車1.0である。
1981年（昭和56年）1月26日に、18両全車が一斉に廃車となり形式消滅した。廃車後、三井鉱山三池港務所にて使用されていた。